# Moniga del Garda
Moniga del Garda là một đô thị thuộc tỉnh Brescia trong vùng Lombardia ở Ý. Đô thị này có diện tích 9 km², dân số 1701 người. 
Đô thị này giáp với các đô thị sau: Bardolino, Manerba del Garda, Padenghe sul Garda, Soiano del Lago.